# 国家现代农业综合配套改革试验区
国家现代农业综合配套改革试验区目前指黑龙江省松嫩平原和三江平原地区。